# Sacavém
Sacavém est une freguesia (« paroisse civile ») du Portugal, rattachée au concelho (« municipalité ») de Loures, située dans le district et la région de Lisbonne.

## Géographie
Sacavém, située à peu de distance de la capitale, Lisbonne, est limitrophe des freguesias de Bobadela, Camarate, Moscavide, Portela, Prior Velho et Unhos. Elle dispose en outre d'une façade sur le Tage, avec le Parc du Tage.

## Histoire
Sacavém fut fait village le 4 décembre 1927, et devient ville le 4 juin 1997.

## Patrimoine
- Musée de la Céramique

## Personnalités de la ville
- Eduardo Gageiro, photographe, né en 1935 à Sacavém.

## Arts et culture
Sacavém est réputée pour ses céramiques.